# Mourisca do Vouga

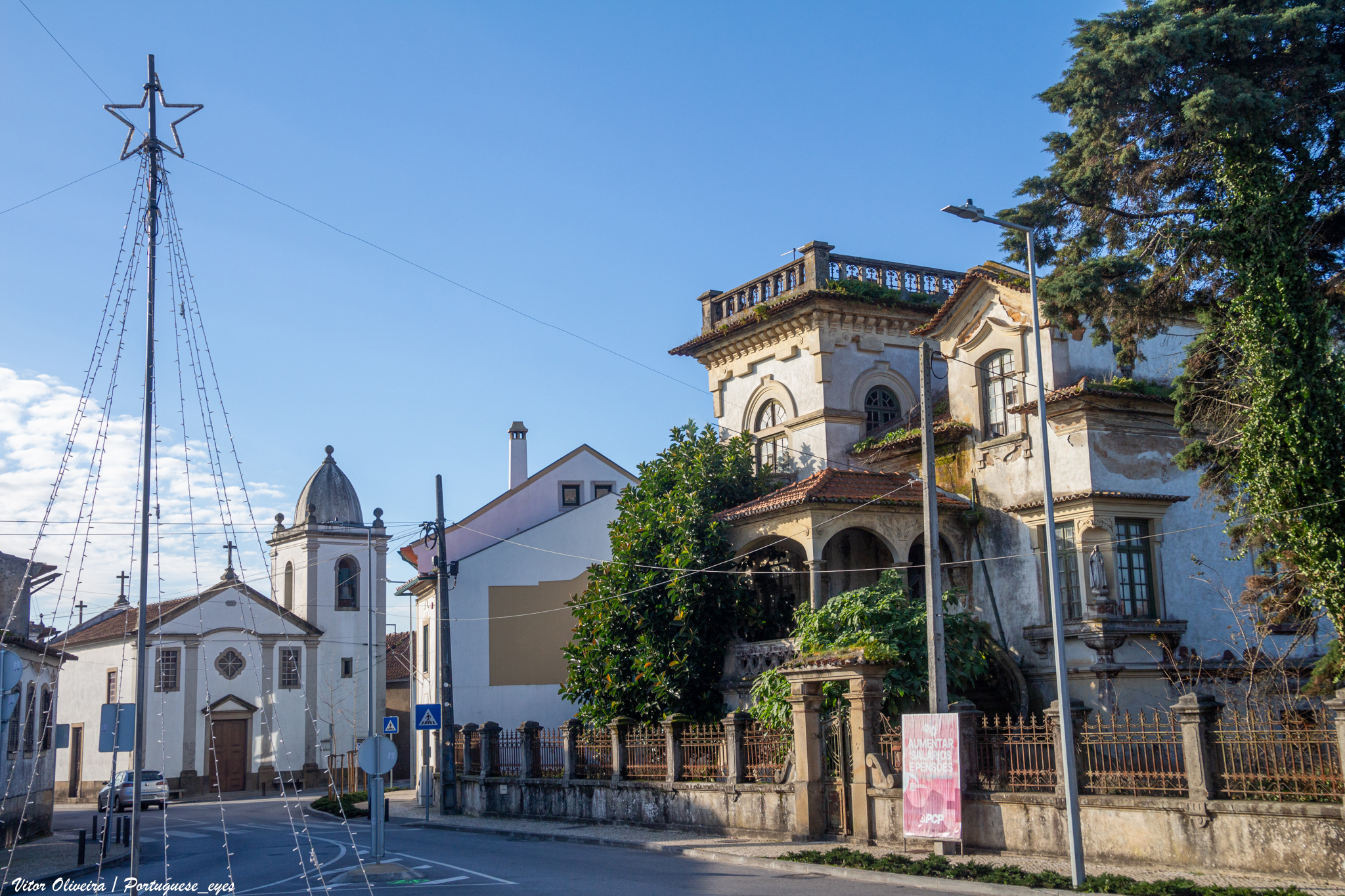
Mourisca do Vouga, Portugal (2024)

Mourisca do Vouga ist eine Ortschaft in der Gemeinde Trofa, Segadães e Lamas do Vouga, im portugiesischen Kreis von Águeda. Mourisca do Vouga liegt auf dem Caminho Português, einem portugiesischen Jakobsweg.

## Geschichte und Sehenswürdigkeiten
Im Ortszentrum ist die Kapelle Capela da Mourisca zu sehen. Sie wurde 1674 errichtet. 1927 wurde Mourisca do Vouga zur Kleinstadt (Vila) erhoben.

## Kultur und Sport
Die Tuna Mourisquense „1º de Janeiro“ ist ein Amateur-Musikorchester und wurde am 1. Januar 1916 im Ort gegründet.
Der 1949 gegründete Fußballverein União Desportiva Mourisquense tritt in Spielklassen des Distriktverbandes von Aveiro an (Stand 2013). Der UD Mourisquense trägt seine Heimspiele im 5000 Plätze bietenden Stadion Manuel Castro Azevedo aus.

## Verkehr
Mourisca do Vouga ist ein Haltepunkt der Eisenbahnstrecke Linha do Vouga.